# Peppone
Pour les articles homonymes, voir Bottazzi.
 (janvier 2021).
Si vous disposez d'ouvrages ou d'articles de référence ou si vous connaissez des sites web de qualité traitant du thème abordé ici, merci de compléter l'article en donnant les références utiles à sa vérifiabilité et en les liant à la section « Notes et références ».
Peppone (prononcé en italien [pepˈpoːne]) est le surnom de Giuseppe Bottazzi, l'adversaire permanent de Don Camillo dans la série de films tirés de l'œuvre de Giovannino Guareschi, qui se déroule à Brescello, un petit village tranquille de la plaine du Pô, en Italie, dans les années de l'après-guerre.

## Description du personnage
Ayant épousé Maria et père de six enfants dont quatre garçons (Walter, Beppo, Marco et Libero), Peppone est le propriétaire du garage du village. Il est inscrit au Parti communiste italien (PCI) et il est élu maire de Brescello.
Peppone est un adversaire déterminé, mais néanmoins admiratif de Don Camillo. Ils vivent ensemble des aventures picaresques caractéristiques de la société italienne de cette époque où il fait bon vivre, mais où la politique prend beaucoup d'importance. Leur rivalité se traduit parfois par des affrontements de boxeurs.
Peppone est peu instruit, mais extraordinairement doué pour diriger les camarades du parti. Peppone réussit aussi son devoir d'administrateur de la commune, mais souvent avec l'aide de son adversaire politique. Les deux compères, toujours prêts à se disputer, convaincus du bien-fondé de leurs opinions respectives, réussissent néanmoins à se concilier et à trouver des terrains d'entente.
Peppone est aussi un bon père de famille, la scène finale particulièrement touchante de La Grande Bagarre de don Camillo quand le maire communiste devenu député doit quitter son village et que son fils lui fait signe jusqu'au bout de la rue, rendant son père presque en pleurs.
Les épisodes racontés par Guareschi montrent un personnage typique de cette région de la plaine du Pô, plein de franchise et très sympathique.
Dans la production cinématographique, Peppone est interprété par l'acteur italien Gino Cervi, et Don Camillo par Fernandel.